# Sidney Herbert (primer barón Herbert of Lea)

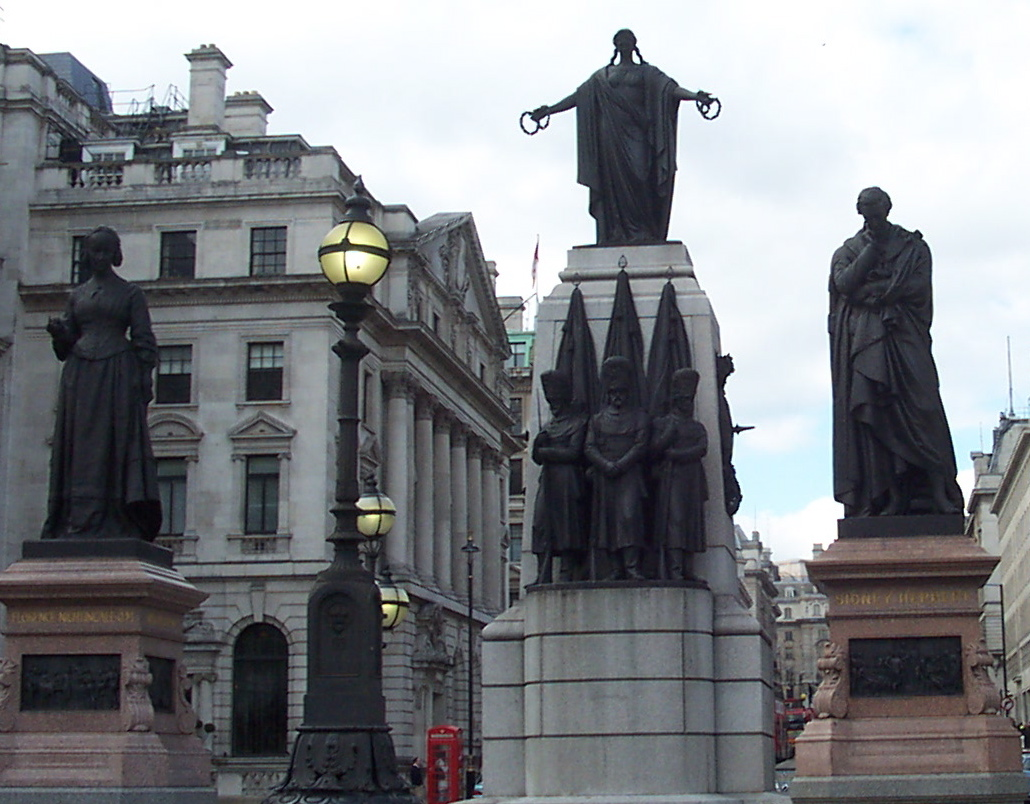
Monumento conmemorativo de la guerra de Crimea en el centro, a la izquierda Florence Nightingale y a la derecha Sidney Herbert, Waterloo Place, Londres.

Sidney Herbert (primer barón Herbert of Lea) PC (16 de septiembre de 1810 - 2 de agosto de 1861) fue un político inglés, aliado y consejero de Florence Nightingale. Fue responsable del envío de enfermeras mujeres para asistir a los combatientes británicos en la guerra de Crimea.

## Primeros años
Fue el hijo menor de George Herbert (undécimo Earl de Pembroke) y de la condesa rusa Catherine Vorontsov, hija de Semyon Romanovich Vorontsov, embajador ruso ante la Corte de St. James. La calle donde residían en St John's Wood, Londres, pasó a llamarse Woronzow Road en homenaje a la familia. Educado en Harrow y en el Oriel College de Oxford, logró una buena reputación como orador en Oxford Union.

## Carrera política
Ingresó en 1832 en la Cámara de los Comunes del Reino Unido representando al distrito de Wiltshire por el Partido Conservador. Dirigió algunas oficinas menores y a fines del segundo gobierno de Robert Peel, formó parte de los peelites, facción disidente conservadora y partidaria del primer ministro. Del 8 al 23 de febrero de 1845 fue secretario en Guerra y tras la renuncia de Peel se convirtió en el líder de los peelites, en lugar de Gladstone. En diciembre de 1852 volvió a la secretaría en guerra durante el gobierno de coalición entre whigs y peelites liderado por Lord Aberdeen, y hasta febrero de 1855 cuando este gobierno renunció debido al mal manejo de la guerra de Crimea. En ese mismo mes, ya en el primer gobierno de Lord Palmerston, ocupó por unos días el cargo de Secretario de Estado para las Colonias. Volvió a la Oficina de Guerra (War Office) durante la etapa final de la guerra de Crimea. En 1859 ocupó de nuevo la secretaría en guerra hasta su renuncia en abril de 1860, durante el segundo gobierno de Palmerston.
Sin embargo, más allá del nombre de la secretaría que ocupó en más de una ocasión, tuvo escasa responsabilidad ejecutiva por la conducción de la guerra ya que su secretaría se encontraba subordinada a otras. Su función era similar a la de un vocero del ejército ante la cámara de los Comunes. Hasta cierto punto también dirigía el suministro de alimentos, vestimenta y atención sanitaria de las tropas combatientes, pero el control era ejercido por el Tesoro quien orientaba los gastos en función del aprovechamiento máximo de recursos.
Herbert era consciente de los defectos de la sanidad militar y lideró varias reformas en la administración del ejército. Estas llegaron tarde para el conflicto en Crimea pero pudo instrumentar otras medidas más eficaces como el envío de Florence Nightingale y el primer grupo de enfermeras al cuartel de Selimiye en Üsküdar. El trabajo de esta misión y la popularidad que alcanzó, la información que Nightingale sistematizó y el firme apoyo de Herbert, fueron decisivos para sensibilizar a las autoridades y a la opinión pública sobre la necesidad de una profunda reforma sanitaria en el ejército y en el sistema de salud británico.
En una carta de octubre de 1855 dirigida a Richard Monckton Milnes, Gladstone dijo: «Deseo que alguno de los miles que en prosa justificadamente celebran a Miss Nightingale dediquen una sola palabra al «rutinario» hombre que concibió y proyectó su viaje: Sidney Herbert».
Fue mencionado en algunas ocasiones como posible primer ministro. El gran esfuerzo que le exigían sus actividades públicas le provocó un quebranto de salud y en julio de 1861, luego de ser nombrado barón renunció a su puesto. Falleció el 2 de agosto de 1861, víctima de la enfermedad de Bright.
Integró desde 1848 la Asociación Canterbury, que promovía el asentamiento de emigrantes en la región de Canterbury, al este de la Isla Sur, en Nueva Zelanda.
Su estatua, realizada por John Henry Foley, fue ubicada frente al War Office en Pall Mall, Londres. Luego de la demolición del edificio fue trasladada cerca de la estatua de Florence Nightingale, por Arthur George Walker, junto al monumento a la Guerra de Crimea.

## Familia
A pesar de no ser el hijo mayor, durante casi toda su vida adulta administró las propiedades de la familia Pembroke, centradas en Wilton House, Wiltshire. Su medio hermano mayor, Robert Herbert (duodécimo Earl de Pembroke) (1791–1862), había decidido marcharse a París luego de un desastroso matrimonio en 1814 con una princesa siciliana, Ottavia Spinelli (1779–1857), viuda del Príncipe Ercole Branciforte di Butera e hija del Duque de Laurino. El matrimonio fue anulado en 1818 tras descubrirse su relación con Alexina Gallot, con quien tuvo cuatro hijos ilegítimos.
En 1846 se casó con Elizabeth Herbert (baronesa Herbert of Lea) (Richmond, 21 de julio de 1822 - Herbert House, Belgrave Square, Londres, 30 de octubre de 1911) hija única del teniente general Charles Ash à Court-Repington y sobrina de William à Court (primer barón Heytesbury). Ella fue filántropa, escritora y traductora, amiga de Benjamin Disraeli, Henry Edward Manning y cardenal Vaughan. Al enviudar se convirtió en una ferviente católica junto con Mary, su hija mayor.
Sidney y Elizabeth Herbert tuvieron siete hijos:
1. George Herbert (decimotercer Earl de Pembroke) (1850–1895) quien heredó el título y más tarde se convirtió en el decimotercer Earl de Pembroke (el título de barón se fusionó en el de earl).
2. Sidney Herbert (1853–1913) también fue parlamentario, y sucedió a su hermano como decimocuarto earl de Pembroke.
3. William Reginald Herbert (1854-1870) fallecido a los 16 años, en el naufragio del HMS Captain.
4. Michael Henry Herbert: El Honorable Sir Michael Herbert, KCMG, CB, PC) (1857–1904) fue un diplomático que terminó su carrera como embajador británico en Estados Unidos, sucediendo a Julian Pauncefote (primer barón Pauncefote). El pueblo de Herbert en Saskatchewan, Canadá, fue llamado así en su honor. En 1888 se casó con Lelia «Belle», hija del banquero y comerciante de algodón neoyorquino Richard Thornton Wilson Sr., con quien tuvo dos hijos. Uno de ellos fue Sir Sidney Herbert (primer baronet).
5. Mary Catherine (1849–1935), quien en 1873 se casó con el teólogo modernista freiherr Friedrich von Hügel.
6. Elizabeth Maud (1851–1933), quien en 1872 se casó con Sir Charles Hubert Parry, primer baronet e hijo del artista Thomas Gambier Parry.
7. Constance Gwladys (1859–1917), quien en 1878 se casó en primeras nupcias con St George Henry Lowther (cuarto Earl de Lonsdale) (tuvieron una hija) y en 1885 en segundas nupcias con Frederick Oliver Robinson (earl de Grey), nombrado más adelante segundo y último marqués de Ripon (sin hijos).

Sidney Herbert está sepultado en el cementerio de Wilton House, reconstruido por su padre en estilo neorrománico. Dentro de la iglesia se encuentra una efigie de mármol que lo representa junto con su esposa Elizabeth (aunque los restos de ella están en el St Joseph's Missionary College de Mill Hill, del cual era una destacada mecenas).
El seno Herbert Sound en la Antártida y la localidad de Pembroke, en Ontario, Canadá, fueron así llamados en su honor. El monte Herbert (Te Ahu Patiki), el pico más alto de la península de Banks, también fue bautizado en su honor por el topógrafo jefe de la Asociación Canterbury, Joseph Thomas, en 1849.